# 12674 Rybalka
12674 Rybalka è un asteroide della fascia principale. Scoperto nel 1980, presenta un'orbita caratterizzata da un semiasse maggiore pari a 2,3993313 UA e da un'eccentricità di 0,2110279, inclinata di 1,73033° rispetto all'eclittica.